# キャデラック・XT5

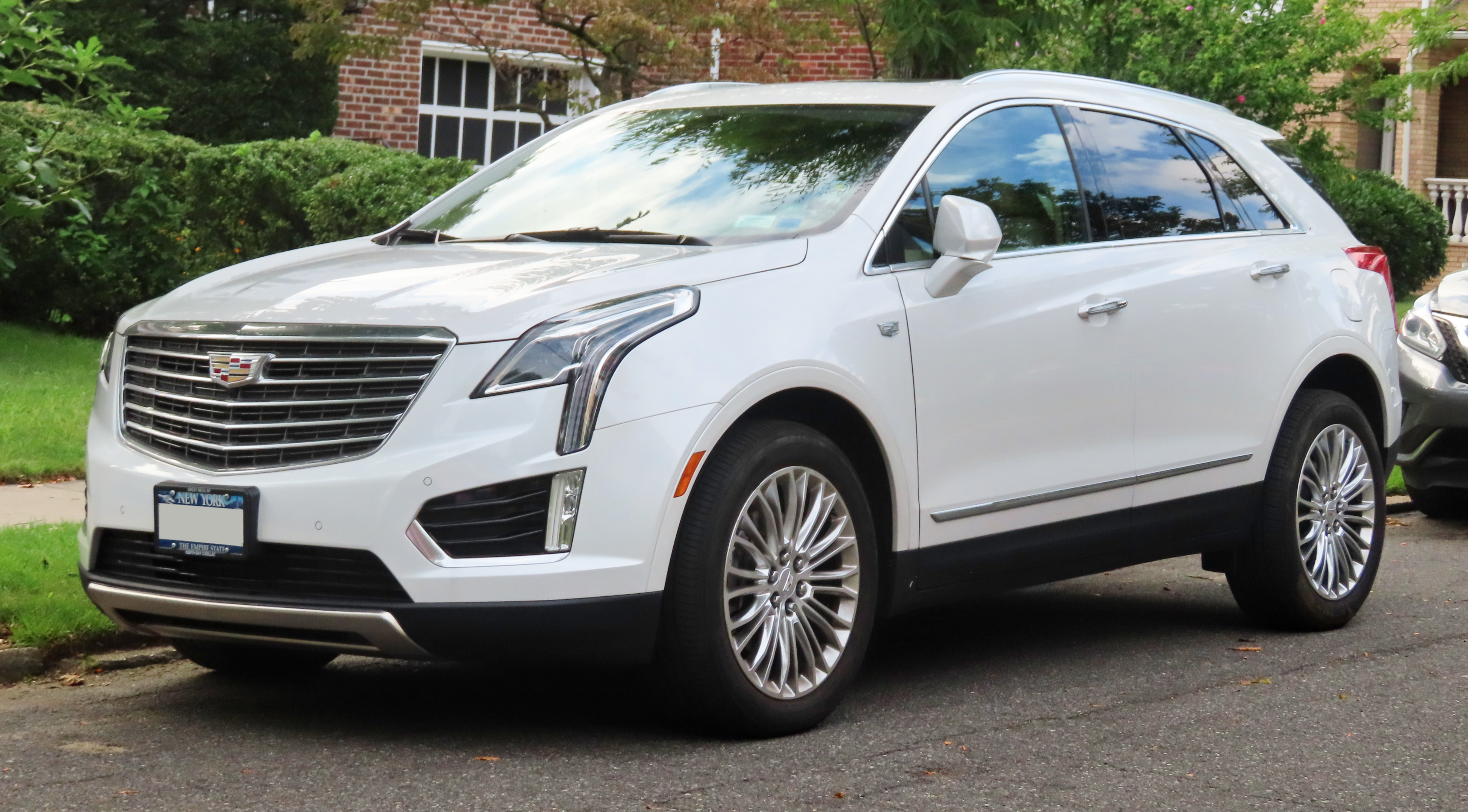
フロント

XT5は、GMが製造、キャデラックブランドで販売している自動車である。

## 初代 (2017年 - 2024年)
2015年にドバイ自動車ショーとロサンゼルス自動車ショーにてコンセプトカーが発表された。2016年の春に生産を開始するにあたり、キャデラックの新しい車名命名方式によって「SRX」から「XT5」へと車名を変更した。
キャデラックは2017年上半期の販売台数が約3万台に上り、前年同期比で約34％の増加となった。その販売台数のうち約44%を「XT5」が占めた。
高張力鋼板をレーザー溶接で剛性を持たせる方式は、ラグジュアリーセグメントでも普及しているが、GMが特許を持つ異素材接着技術を多用し、鋼板を軽量構造接着剤で接着溶接する事で面での剛性を確保。それにより無駄な補強を軽減する事ができ、同クラス最軽量を実現した。

### 日本での販売
日本では「XT5 クロスオーバー」として、2017年10月から販売が開始された。日本市場へは「XT5クロスオーバー ラグジュアリー」「 XT5クロスオーバー プラチナム 」の2グレードが導入された。エンジンは最高出力314psの自然吸気の3.6リッターV6 DOHCが搭載された。同時に日本導入を記念した特別仕様車「ファーストリミテッドエディション」が発売された。限定20台。
2018年10月10日、発売1周年を記念した特別仕様車「キャデラックXT5クロスオーバー アーバンブラックスペシャル」が発表され、同月11日から発売が開始された。
2019年1月16日、一部仕様変更された。ボディーカラーに新色が追加されたほか、新世代のワイヤレス給電システムが搭載された。

2022年10月20日、特別限定車ラテエディションを発売。

## 2代目（2024年 -）
2代目のキャデラック・XT5は2024年8月に中国で発表された。エクステリアデザインが改良され、車体も大きくなっている。他のキャデラックモデルに合わせてスタイリング、アダプティブハイビームヘッドライトが改良され、ホイールは20インチと21インチから選ぶことができる。また、オプションで6ピストンブレンボブレーキが選ぶことができる。
インテリアは木材とアルミニウムで仕上げられており、シートはセミアニリンレザーで仕上げられている。メーターパネルとセンターコンソールのディスプレイが一体型となり、ステアリングホイールの後ろからダッシュボードの中央まで伸びる33インチの湾曲したディスプレイとなった。センターコンソールはフローティングデザインで、15Wワイヤレス充電パッドとクリスタルインフォテインメントコントロールノブを備えています。XT5は126色のアンビエントライト、パノラマサンルーフ、9.3インチのデジタルバックミラーディスプレイ、15スピーカーのAKGオーディオシステムを備えている。
エンジンは227馬力（169kW; 230PS）を発揮する2.0L ターボチャージャー付き直列4気筒48Vマイルドハイブリッドシステムを搭載している。トランスミッションは9速オートマチックトランスミッションを搭載し、前輪を駆動する。オプションでツインクラッチ全輪駆動システムを選ぶこともできる。